# Teyssode
 Teyssode  là một xã thuộc tỉnh Tar trong vùng Occitanie ở phía nam nước Pháp. Xã này nằm ở khu vực có độ cao trung bình 288 mét trên mực nước biển.